# NGC 4646
NGC 4646 é uma galáxia lenticular (S0) localizada na direcção da constelação de Ursa Major. Possui uma declinação de +54° 51' 24" e uma ascensão recta de 12 horas, 42 minutos e 52,1 segundos.
A galáxia NGC 4646 foi descoberta em 24 de Março de 1791 por William Herschel.